# L’Hôtellerie
L’Hôtellerie ist eine französische Gemeinde mit 318 Einwohnern (Stand 1. Januar 2022) im Département Calvados in der Region Normandie (vor 2016 Basse-Normandie). Sie gehört zum Kanton Lisieux im Arrondissement Lisieux. Die Einwohner werden Hôtellières genannt.

## Geographie
L’Hôtellerie liegt etwa 62 Kilometer ostsüdöstlich von Caen und etwa elf Kilometer östlich des Stadtzentrums von Lisieux in der Landschaft Pays d’Auge. Umgeben wird L’Hôtellerie von den Nachbargemeinden Piencourt und Les Places im Norden, Fontaine-la-Louvet im Nordosten, Thiberville im Osten sowie Marolles im Süden und Westen.

## Bevölkerungsentwicklung
| Jahr                       | 1962 | 1968 | 1975 | 1982 | 1990 | 1999 | 2006 | 2019 |
| Einwohner                  | 207  | 212  | 213  | 214  | 217  | 188  | 289  | 316  |
| Quellen: Cassini und INSEE |      |      |      |      |      |      |      |      |

## Sehenswürdigkeiten
- Kirche Saint-Nicolas aus dem 16. Jahrhundert, seit 1926 Monument historique
- Herrenhaus Blanche de Castille aus dem 17. Jahrhundert, seit 1927 Monument historique

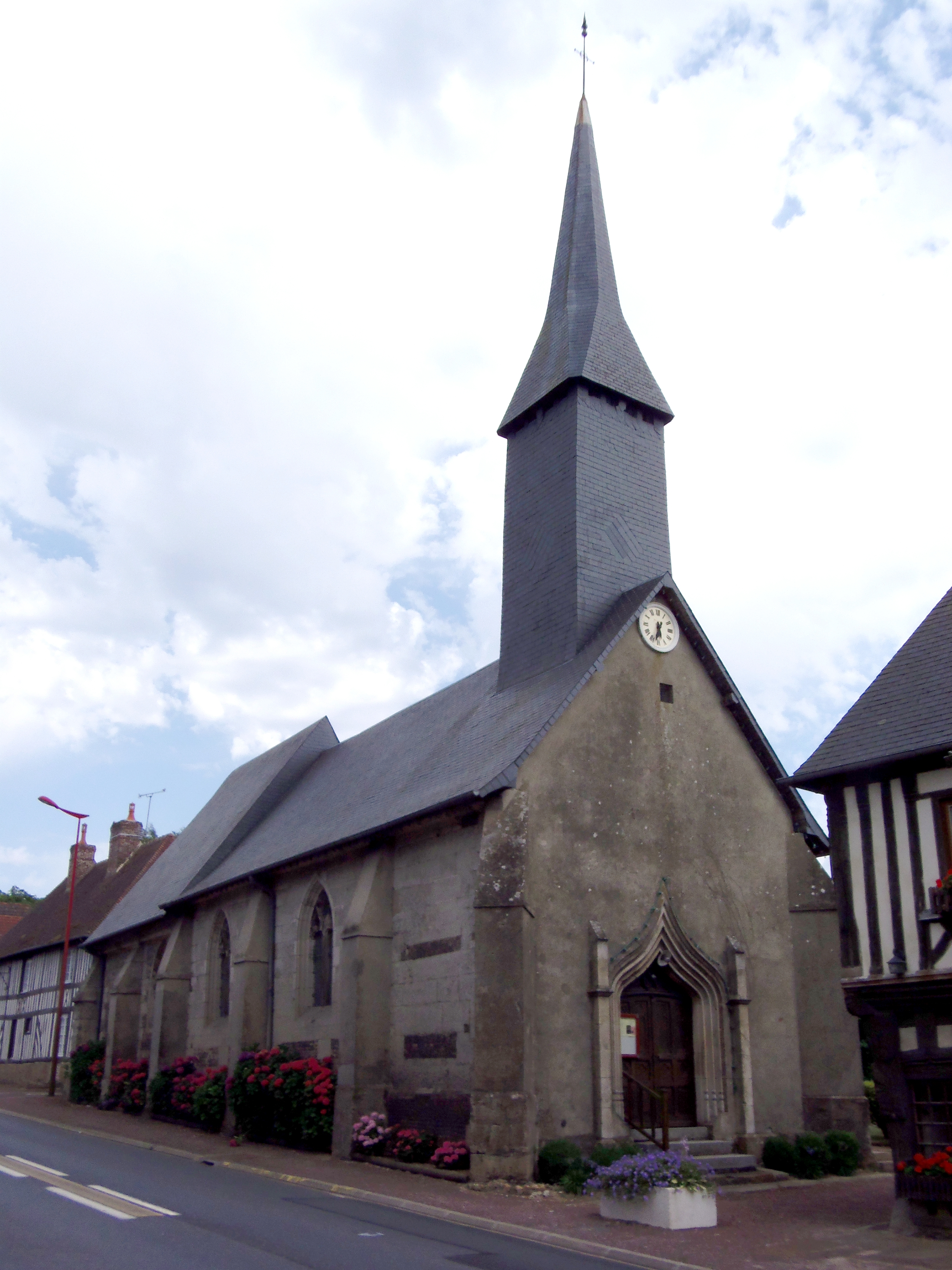
Kirche Saint-Nicolas
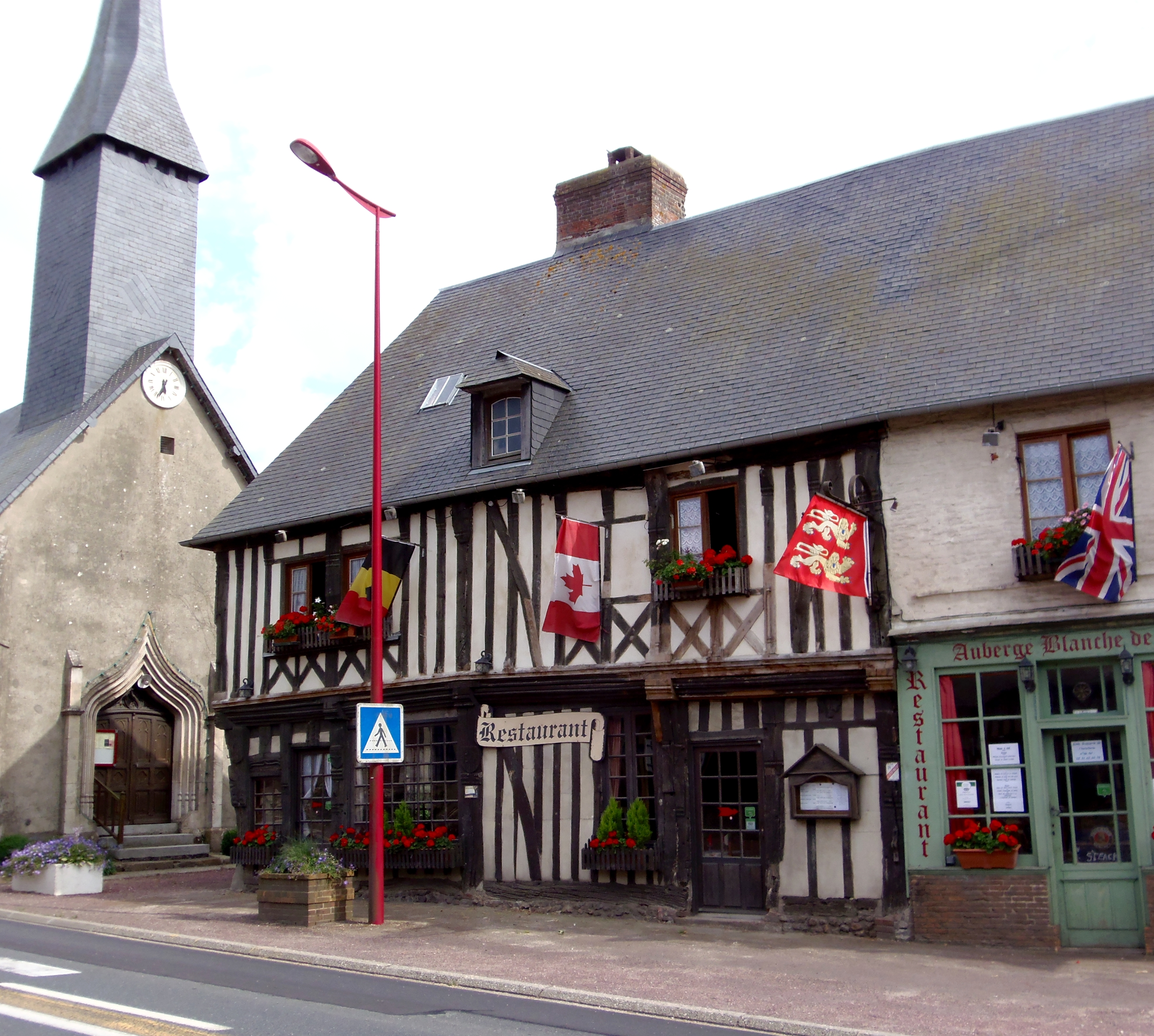
Herrenhaus Blanche de Castille